# Liste der Gedenktafeln in Berlin-Gropiusstadt
Die Liste der Gedenktafeln in Berlin-Gropiusstadt enthält die Namen, Standorte und, soweit bekannt, das Datum der Enthüllung von Gedenktafeln.
Die Liste ist nicht vollständig.

## Gropiusstadt
| Bild | Name                                 | Standort                 | Datum der Enthüllung |
| ---- | ------------------------------------ | ------------------------ | -------------------- |
|      | Bat-Yam Platz                        | Bat-Yam-Platz            |                      |
|      | Joachim Gottschalk                   | Joachim-Gottschalk-Weg 1 |                      |
|      | Walter Gropius                       | Johannisthaler Chaussee  |                      |
|      | Gropiusstadt                         | Fritz-Erler-Allee 30     |                      |
|      | Gropiusstadt                         | Johannisthaler Chaussee  |                      |
|      | Gropiusstadt, Entwicklungsgeschichte | Lipschitzplatz           |                      |
|      | Gropiusstadt, die Gestalter          | Lipschitzplatz           |                      |
|      | Kölner Damm                          | Berliner Mauerweg        |                      |
|      | Müllermeister Wienicke               | Goldammerstraße 32       |                      |